# Partito Democratico Turco del Kosovo
Il Partito Democratico Turco del Kosovo (in turco: Kosova Demokratik Türk Partisi) è un partito politico kosovaro che rappresenta la minoranza turca. È stato fondato il 19 luglio 1990.

## Risultati elettorali
| Elezione          | Voti  | Seggi   |
| ----------------- | ----- | ------- |
| Parlamentari 2001 | 7.879 | 1 / 100 |
| Parlamentari 2004 | 8.353 | 3 / 120 |
| Parlamentari 2007 | 4.999 | 3 / 120 |
| Parlamentari 2010 | 8.548 | 3 / 120 |
| Parlamentari 2014 | 7.424 | 2 / 120 |
| Parlamentari 2017 | 7.852 | 2 / 120 |
| Parlamentari 2019 | 6.788 | 2 / 120 |
| Parlamentari 2021 | 6.153 | 2 / 120 |